# Миколаївка (Гродівська селищна громада, без старостинського округу)
Микола́ївка — село Гродівської селищної громади Покровського району Донецької області, Україна. У селі мешкає 101 людей.

## Загальні відомості
Відстань до райцентру становить близько 15 км і проходить автошляхом місцевого значення.
Землі села межують із територією м. Мирноград Мирноградської міської ради Донецької області.

## Транспорт
Селом проходить автошлях місцевого значення С050914 від О0544 — Миколаївка (3,4 км загальна довжина).

## Населення
За даними перепису 2001 року населення села становило 101 особу, з них 96,04 % зазначили рідною мову українську та 3,96 % — російську.